# L'Amateur d'autographes

L'Amateur d'autographes est une « revue historique et biographique bimensuelle, fondée par Gabriel Charavay et continuée par Jacques Charavay aîné » précisait la Librairie J. Charavay aîné. 

## Historique
Le numéro 1 est daté du 1er janvier 1862. "C'est un journal spécial que nous publions" avertit Gabriel Charavay en première page.
Les bureaux sont alors 18 rue des Saint-Pères à Paris. Jacques et Gabriel sont complices dans cette entreprise. Les deux frères avaient depuis longtemps cette même passion. Certains de leurs enfants poursuivront cette œuvre. La Revue sera reprise en effet par Marin-Étienne Charavay à la mort de son père en 1867, puis par Noël Charavay.
Des auteurs comme Anatole France, Louis Combes, Fernand Calmettes, Feuillet de Conches y ont collaboré.
Lorsque Gabriel cède la revue à son aîné, à la fin de l'année 1865, de très nombreux abonnements proviennent de l'étranger. En première page du N° 97 du 1er janvier 1866, on trouve une liste de libraires de Londres, Dresde, La Haye, Leipzig, Turin, Bruxelles, Madrid, Saint-Pétersbourg, Moscou et New York chez qui on peut également s'abonner.

## Directeurs de publication, propriétaires
- Gabriel Charavay 1862 à 1865
- Jacques Charavay 1866 à 1867
- Marin-Etienne Charavay 1867 à 1892
- Noël Charavay de 1898 à 1914

La revue n'a pas paru de 1893 à 1897.